# Maybach VL I
Der Maybach VL I ist ein Zwölfzylinder-Ottomotor in V-Anordnung, der als Luftfahrtmotor für das Luftschiff LZ 126 entwickelt und ab 1924 gebaut wurde. Der Motor wurde unter den Gesichtspunkten hoher Betriebssicherheit und Lebensdauer sowie niedrigen Kraftstoffverbrauchs entwickelt, die für die Anwendung als Luftschiffmotor vonnöten waren. Zeppelin LZ 126 hatte fünf dieser Motoren.

## Technik
Der VL I ist ein V-12-Viertakt-Ottomotor mit einzeln stehenden Graugusszylindern. Bei einer Zylinderbohrung von 140 mm und einem Kolbenhub von 180 mm hat der Motor einen Hubraum von 33,25 Litern. Die Kurbelwelle ist rollengelagert und für einen vibrationsarmen Motorbetrieb mit einem Schwingungsdämpfer versehen. Der Motor hat hängende Ventile, je Zylinder ein großes Einlass- und zwei kleine Auslassventile, die über Stößel, Stoßstange und Kipphebel von einer zwischen den Zylinderreihen liegenden Nockenwelle betätigt werden. Die meisten Nebenaggregate des Motors sind auf der Steuerseite angebracht, um Vibrationen zu verringern. Das Gemisch wird von vier brandsicheren Vergasern von Maybach aufbereitet, je zwei für eine Zylinderbank. Sie werden von darüberliegenden Fallbehältern mit Kraftstoff gespeist. Angelassen wird der Motor mit Druckluft, die von einem zweistufigen Kompressor während des Motorbetriebes in zwei Druckflaschen zu 50 Litern Gesamtvolumen mit rund 29 bar Druck gepresst wird. Sind die Flaschen gefüllt, schaltet sich der Druckluftkompressor ab. Eine Besonderheit des Motors ist, dass die Drehrichtung der Kurbelwelle verändert werden kann, um das Luftschiff zu bremsen oder rückwärts zu fahren. Dazu werden die Ventilsteuerzeiten durch Verschieben der Nockenwelle, die mit Doppelnocken versehen ist, in Längsrichtung mit Druckluft verändert. Bedient wird der Motor von einem Maschinisten in der Triebwerksgondel mit einem Hebel auf der Steuerseite.

## Technische Daten
| Kenngrößen                       | VL I                                                 |
| -------------------------------- | ---------------------------------------------------- |
| Motorenbauform                   | Zwölfzylinder-V-Motor                                |
| Funktionsprinzip                 | Ottomotor                                            |
| Gemischaufbereitung              | 2 × 2 Vergaser Maybach                               |
| Ventilsteuerung                  | OHV-Ventilsteuerung, 1 × Einlass-, 2 × Auslassventil |
| Bohrung × Hub                    | 140 × 180 mm                                         |
| Hubraum                          | 33251 cm³                                            |
| Nenndrehzahl                     | 1400 min−1                                           |
| Nennleistung bei Nenndrehzahl    | 420 PS (ca. 309 kW)                                  |
| Drehmoment bei Nenndrehzahl      | 2107 Nm                                              |
| Mittlere Kolbengeschwindigkeit   | 8,4 m/s                                              |
| Verdichtungsverhältnis           | 5,8 : 1                                              |
| Spezifischer Kraftstoffverbrauch | 258,3 g/kWh                                          |